# Nova Vida (álbum)
Nova Vida é um álbum de estúdio do cantor de rock cristão PG, lançado em junho de 2014 pela gravadora brasileira MK Music.

## Antecedentes
O álbum mais recente de PG até 2014 era Imagem e Semelhança (2011), que foi gravado ao vivo em São Paulo.

## Produção
O álbum contou com produção musical de PG, e gravado entre os meses de fevereiro a abril de 2014 no estúdio pessoal do cantor e no Norcal Studio, e reuniu composições autorais e músicas de outros compositores, como Anderson Freire e Pr. Lucas. Sobre a experiência de fazer um home studio, PG disse em entrevista ao Guia-me:

A ideia era antiga, mas faltava tanto condição financeira como física, e na minha casa consegui arrumar um espaço – pequeno, porém bem trabalhado na minha acústica - consegui fazer uma acústica legal, um design legal. Comecei devagarinho a comprar uns equipamentos, já há algum tempo e consegui finalizar no meio do ano passado, que era a ideia para começar a gravar este CD. E aí surgiu a oportunidade e como eu já produzo há muito tempo - em todos os meus CDs  eu sempre participei da produção junto com o outro produtor de nome no mercado e – para este, eu já tinha tudo pronto e também a experiência, resolvi fazer o CD sozinho como produtor, arranjador (sempre fui arranjador das músicas) e aí gravei 70% praticamente na minha casa e os outros 30% eu gravei no estúdio do NORCAL, que é bom lembrar também que é uma galera muito fera. Gravei as baterias ali, banjo – que tem em algumas músicas – e fiz a mixagem e masterização lá com o Adriano Daga e com o Brendan Duffey.

## Lançamento e recepção
| Críticas profissionais | Críticas profissionais |
| Avaliações da crítica  | Avaliações da crítica  |
| Fonte                  | Avaliação              |
| ---------------------- | ---------------------- |
| Super Gospel           | (favorável)            |
| Gospel no Divã         | (desfavorável)         |

Nova Vida foi lançado em junho de 2014 pela gravadora MK Music nos formatos físico e digital. Em crítica para o Gospel no Divã, Raphael Teodoro argumentou que com o álbum existia uma certeza de que "o cantor caiu na comodidade. Não sei se esse foi o propósito do trabalho, mas parece que as dez canções que integram o CD pertencem a qualquer um dos outros trabalhos anteriores que soa como uma coletânea". Já para Davih Benício, em texto para o Super Gospel, o álbum "traz uma inovação sonora, distante do new metal e mais próximo ao pop com influências congregacionais".

## Faixas
Todas as músicas são de PG, exceto onde anotado.
1. "Confiar"
2. "Eu sou Salvo"
3. "Nova Vida"
4. "Toda Lágrima" - autor: Anderson Freire
5. "Lugar Secreto" - autor: Pr. Lucas
6. "Eu Quero Ver"
7. "Ame Mais"
8. "Bendito é o Senhor"
9. "Nada Serei" - autor André Freire, Aretusa e Anderson Freire
10. "Verdadeiro Adorador" - autor: Pr. Lucas